# Bedford (Iowa)
Bedford é uma cidade localizada no estado americano de Iowa, no Condado de Taylor.

## Demografia
Segundo o censo americano de 2000, a sua população era de 1620 habitantes. 
Em 2006, foi estimada uma população de 1509, um decréscimo de 111 (-6.9%).

## Geografia
De acordo com o United States Census Bureau tem uma área de 
4,2 km², dos quais 4,2 km² cobertos por terra e 0,0 km² cobertos por água. Bedford localiza-se a aproximadamente 344 m acima do nível do mar.

## Localidades na vizinhança
O diagrama seguinte representa as localidades num raio de 20 km ao redor de Bedford. 